# Автовампірізм
Автовампіризм — процес випивання власної крові. Більшість практикуючих займаються самоушкодженням.
Розрізняють такі підтипи автовампіризму:
- самоспричинена кровотеча з заглотуванням крові
- поїдання крові після спонтанної кровотечі
- автогемофетишизм

Автовампирізм є рідкісним станом, підтипом вампіризму, для всіх форм якого з XIX до початку XXI століття науково описано лише близько 70 клінічних випадків. Тому причини появи такої поведінки залишаються предметом дискусії.